# لوست (الموسم 6)
الموسم السادس والأخير من المسلسل الدرامي الأمريكي لوست والذي بدأ بثه في الولايات المتحدة وكندا يوم 2 فبراير 2010 وتم عرضه على هيئة الإذاعة الأمريكية (بالإنجليزية: ABC)‏. العرض الأول للموسم السادس تسلق سلم الأكثر مشاهدة بسرعة كبيرة متغلباً على العرض الأول للموسم الثاني وذلك بعد أن شاهده أكثر من 12.1 مليون مشاهد. آخر حلقة من هذا الموسم بثت يوم 23 مايو 2010. الحلقة الأخيرة من هذا الموسم كانت مدتها ساعتين ونصف وبدأت في الساعة التاسعة بالتوقيت الشرقي لأمريكا الشمالية ويساوي الساعة الثامنة بالتوقيت المركزي (بالإنجليزية: 9/8c)‏ ؛ مما أدى إلى دفع بث الأخبار المحلية إلى الوراء لمدة نصف ساعة.
تلا بث الحلقة الأخيرة حلقة خاصة عن لوست بعنوان (ألوها تو لوست)  لا يزال هذا الموسم يحكي قصص الناجين من تحطم طائرة رحلة رقم 815 من خطوط أوشيانيك الجوية على جزيرة غامضة في جنوب المحيط الهادئ.الناجين يجب أن يتعاملوا مع نتائج تفجير قنبلة نووية في الجزيرة في عام 1970. في حين أن قصص الناجين لا تزال تعرض. لقطات العودة إلى الوراء الجانبية (فلاش باك) تعرض عبر جدول زمني ثاني في حين أن الرحلة 815 لخطوط أوشيانيك الجوية لم تتحطم أبداً. ومن المقرر أن يتم إصدار الموسم على دي في دي وبلو راي في 24 أغسطس 2010 إلى جانب سلسلة بوكست كاملة.